# Tortello maremmano con spinaci
Il tortello maremmano con spinaci costituisce un primo piatto tipico, diffuso sia nella Maremma che in tutta la provincia di Grosseto.
I tortelli, così chiamati, presentano forme e dimensioni completamente diverse da quelli emiliani, essendo di forma quadrata e di dimensioni addirittura superiori ai ravioli.
I tortelli maremmani sono preparati con la pasta sfoglia (farina e uova), e prima di essere chiusi vengono arricchiti del ripieno costituito da ricotta, spinaci cotti, noce moscata, un pizzico di sale e facoltativamente pecorino grattugiato: per permettere di realizzare i tortelli nell'ampia forma quadrata prevista, la sfoglia deve essere tagliata a strisce piuttosto larghe ed essere richiusa su se stessa una volta depositato l'impasto in piccole sfere, che vanno poi a costituire il ripieno di ogni singolo tortello. Tra i suddetti ingredienti, in alcune zone gli spinaci possono essere sostituiti da altri tipi di verdura come bietole o altra erba di campo (nei decenni passati anche la borragine), che comunque devono essere sempre sottoposte a cottura prima di andare a costituire il ripieno.
Una volta preparati, i tortelli devono essere cotti in acqua bollente per pochissimi minuti, fino a quando non si nota il rigonfiamento nella parte contenente il ripieno. Dopo essere stati scolati, possono essere serviti con ragù di carne maremmana o di cinghiale, oppure conditi semplicemente con burro e salvia: in quest'ultimo caso può essere aggiunto anche pecorino grattugiato.
Tipico è il tortello con il "marciapiede", il contorno che ne rende particolare la forma, leggermente spesso è a zigzag, tipici della provincia di Grosseto.